# Serguéi Stánishev
Serguéi Dmítrievich Stánishev Сергей Дмитриевич Станишев (n. el 5 de mayo de 1966) es un político búlgaro, primer ministro de Bulgaria (2005-2009) y expresidente del Partido Socialista Búlgaro (BSP).

## Biografía
Stánishev nació en Jersón, RSS de Ucrania (entonces parte de la Unión Soviética). Lo educaron en la Universidad Estatal de Moscú, donde obtuvo un doctorado en historia en 1994 y amplió su formación con un máster en relaciones internacionales en la London School of Economics. En mayo de 2000 lo eligieron como miembro del consejo supremo del Partido Socialista Búlgaro, formación política en la que había ingresado en 1999.
En diciembre de 2001, fue elegido presidente del Partido Socialista Búlgaro, donde se esforzó porque el partido tuviese una imagen de modernidad a fin de captar el voto de los jóvenes. Ha gozado de la aprobación pública considerable principalmente debido a sus grandes habilidades intelectuales y sus esfuerzos acertados de modernizar el Partido Socialista Búlgaro.
El 27 de julio de 2005 el parlamento búlgaro lo eligió como el nuevo primer ministro y realizó un pacto con el Movimiento Nacional Simeón II y el Movimiento por los Derechos y las Libertades para constituir en agosto un Gobierno de unidad nacional.
Está casado desde 2013 con Monika Yosifova.
El 29 de septiembre de 2012 el Partido Socialista Europeo eligió por abrumadora mayoría a Serguéi Stánishev como nuevo presidente con un 91,3 por ciento de votos a favor en el 9.º Congreso de la formación celebrado hoy en Bruselas.

De ser declarado culpable, podría haber enfrentado una sentencia de cárcel de dos años o una multa.
El 16 de diciembre de 2016, Stanishev fue absuelto y el juez afirmó que "no había pruebas indiscutibles de que Stanishev perdió los documentos, ni se probó de manera concluyente que los documentos contenían información confidencial".

### Cargos desempeñados
- Líder del Partido Socialista de Bulgaria (Desde 2001).
- Primer ministro de Bulgaria (2005-2009).
- Presidente del Partido Socialista Europeo (Desde 2011).